# Station Otoczna
Station Otoczna is een spoorwegstation in de Poolse plaats Otoczna.